# Iambia harmonica
Iambia harmonica là một loài bướm đêm trong họ Noctuidae.